# باترسون شاتو
باترسون شاتو (بالألمانية: Paterson Chato) هو لاعب كرة قدم ألماني في مركز الوسط، ولد في 1 ديسمبر 1996 في غوما في جمهورية الكونغو الديمقراطية. لعب مع باير 04 ليفركوزن.

## وصلات خارجية
- باترسون شاتو على موقع قاعدة بيانات كرة القدم.إي يو (الإنجليزية)
- باترسون شاتو على موقع بيانات كرة القدم. دي إي (الألمانية)
- باترسون شاتو على موقع Soccerway.com (الإنجليزية)
- باترسون شاتو على موقع عالم كرة القدم.نت (الإنجليزية)